# Vuelta ciclista a la Unión Soviética 1937
La Vuelta ciclista a la Unión Soviética 1937 fue una competición ciclista de ciclismo en ruta por etapas que se disputó entre el 12 de agosto y el 28 de agosto de 1937 en la Unión Soviética, con un recorrido de 2509 km dividido en 14 etapas, con inicio y fin en Moscú.
Tomaron parte un total de 164 corredores, de los que aproximadamente acabaron 80. El vencedor fue el soviético Mikhail Bybalchenko, que dominó la clasificación general aventajando en más de 4 horas a su inmediato perseguidor, el también soviético Verchinine. El podio lo completó otro ciclista soviético, Tchistiakov.

## Clasificación general
| \| 1. \| Mikhaïl Rybaltchenko \| Unión Soviética \| \| 94 h 04' 58" \| \| 2. \| Verchinine \| Unión Soviética \| KEL \| \| \| 3. \| Tchistiakov \| Unión Soviética \| POS \| \| |                      |                 |     |              |
| 1. | Mikhaïl Rybaltchenko | Unión Soviética |     | 94 h 04' 58" |
| 2. | Verchinine           | Unión Soviética | KEL |              |
| 3. | Tchistiakov          | Unión Soviética | POS |              |